# Короткая малоберцовая мышца
Короткая малоберцовая мышца (лат. Musculus peroneus brevis) — мышца голени латерательной группы.
Располагается непосредственно на малоберцовой кости под длинной малоберцовой мышцей.
Мышца начинается от нижней половины латеральной поверхности малоберцовой кости и от межмышечной перегородки голени, направляется вниз и идёт около сухожилия длинной малоберцовой мышцы. Обогнув сзади латеральную лодыжку, сухожилие направляется вперёд по наружной стороне пяточной кости и прикрепляется к бугристости V плюсневой кости.

## Функция
Вместе с длинной малоберцовой мышцей разгибает и пронирует стопу, опуская её медиальный и приподнимая латеральный край. Также отводит стопу.